# Marcel Gatsinzi
Le général Marcel Gatsinzi, né le 15 janvier 1948 à Kigali (Ruanda-Urundi) et mort le 7 mars 2023 à Bruxelles (Belgique), est une personnalité politique rwandaise. 
Entre le 15 novembre 2002 et le 9 avril 2010, il est ministre de la Défense. Entre 2010 et 2013, il est ministre de la Gestion des catastrophes et des Réfugiés.